# Thyolo
Thyolo è un centro abitato del Malawi, situato nella Regione Meridionale.